# Герефорд
Ге́рефорд (англ. Hereford) — місто з населенням у 50 000 жителів на річці Вай, в Англії, центр графства Герефордшир.
Засновано західними саксами як укріплений центр Валлійської марки у Західній Мерсії. У Середньовіччя — головне місто єпископства. Було безпосередньою власністю короля, який карбував тут монету й надавав титул графа Герефордського своїм васалам. З XIII століття втрачає оборонне значення і стає центром легкої промисловості. У часи громадянських війн XVII століття місто не одноразово переходило з рук у руки.
Головна пам'ятка Герефорда — середньовічний собор, що будувався упродовж кількох століть починаючи з XII. Воно постраждало від обвалу 1786 року й було цілком відновлено лише у 1908 році.
Коштовна соборна бібліотека з книжками, прикріпленими до полиць цепами. Її головний скарб — найбільша середньовічна карта світу. Школа при соборі відома з 1384 року. З цивільних будівель примітна будівля гільдії ткачів (1621).

## Персоналії
- Френк Оз (* 1944) — американський ляльковод, кінорежисер і актор.